# Joseph-Émile Lequime
Joseph-Emile Lequime (Bruxelles, 19 février 1802-Bruxelles, 22 septembre 1886), est un médecin belge, chef de service des Hôpitaux et Hospices de Bruxelles (hôpital Saint-Jean, hospices de Pachéco, des Ursulines et de Sainte-Gertrude), professeur à la Faculté de médecine de l'Université libre de Bruxelles et membre fondateur de l'Académie royale de médecine dont il fut vice-président (1872-1874), président de la Commission médicale du Brabant.

## Biographie
Fils de François-Joseph Lequime, officier puis fonctionnaire, et d’Adrienne Deglimes (son oncle, Antoine Lequime (1783-1827), docteur en pharmacie, diplômé de l'École supérieure de médecine et de pharmacie de Nantes (1805), fut pharmacien du roi des Pays-Bas à Bruxelles), il est placé de bonne heure dans un pensionnat de Saint-Josse-ten-Noode dirigé par son oncle Jacques-Joseph Deglimes, littérateur et poète latin. 
Il entre en 1811 au Lycée Impérial de Bruxelles avant de suivre les cours de l’École de Médecine que le roi Guillaume des Pays-Bas, après le chute du Premier Empire, venait de créer à Bruxelles (1818-1820).
Plus tard, en 1820, il s’inscrit à l’Université d'État de Louvain et est attaché à l’Hôpital Militaire de cette ville.
Proclamé le 19 juillet 1826 Docteur en médecine avec distinction, il se rend à Paris où il fréquente les grands maîtres de l’époque. 
Lorsque survint la révolution belge en 1830, il prend une part active à la conquête de l’indépendance de la Belgique et se fait distinguer par son ardent patriotisme. Pendant les mémorables journées de septembre 1830, il se dévoue avec ardeur en s’élançant, comme volontaire, dans les premiers combats qui ont lieu dans la ville. C’est ainsi qu’il assiste, le 23 septembre, à l’attaque des Hollandais qui cherchaient à pénétrer dans Bruxelles par la porte de Flandre et qu’il prend une part active aux combats des environs du Parc Royal. Le roi Léopold Ier lui décerne alors la croix de fer (Belgique) en reconnaissance des services qu’il a rendus.
Peu de temps après l’indépendance de la Belgique, le choléra envahit l’Europe (1832). À cette occasion, il écrit, avec son frère Adolphe Lequime, lui aussi médecin, une « Notice sur l’épidémie de choléra observée dans l’arrondissement de Valenciennes ». 
Durant cette terrible épidémie qui arrive à Bruxelles en juillet 1832, il fait preuve d’un courage extraordinaire et ne cesse de prodiguer jour et nuit des soins aux innombrables victimes. Il reçoit de ce dévouement la médaille du grand module d’or et de vermeil. 
L'Université de Bruxelles est créée le 20 novembre 1834 ; quelques mois plus tard, le conseil d'administration de l'Université le nomme professeur. Il y dispense un cours de clinique des vieillards (gérontologie). Dès 1837, il est appelé à faire partie de la Commission médicale de Bruxelles. Il en devint Secrétaire et ultérieurement, président. En 1835, tandis qu’il est domicilié rue du Grand Hospice, n°17, il est nommé « médecin à domicile des indigents, pour les paroisses Saint-Catherine, Saint-Nicolas, Riches-Claires et Béguinage ». En 1839, il est, avec MM. Meismer, Seutin, Marinus, membre actif de la Société des Sciences médicales et naturelles de Bruxelles.
En 1845, il est nommé chef de service de médecine à l'hôpital Saint-Jean pour un terme de cinq ans. En 1850, il est réélu pour un nouveau terme quinquennal puis, en 1855, à la fin de son mandat, le Conseil des Hospices de Bruxelles le nomme médecin honoraire des hôpitaux et hospice de Bruxelles. Après cela, il est chef de service à l'hôpital des Sœurs hospitalières, service qu'il dirige pendant de nombreuses années avant de la transmettre ensuite à l'un de ses fils, le Docteur Jules Lequime.
Le 25 décembre 1876, il reçut du pape Pie IX les insignes de commandeur de l'ordre de Saint-Grégoire-le-Grand en reconnaissance des soins et de l'assistance prêtés avec désintéressement aux membres de la nonciature apostolique en Belgique.

## Œuvres
Joseph-Emile Lequime a publié de nombreux travaux mais les plus importants sont sans conteste ceux qu'il a consacré aux maladies infectieuses et notamment au choléra. Il s'occupe activement d'une épidémie de choléra survenue dans la région de Valenciennes dont il publie, avec son frère Adolphe, les investigations. Il devait encore s'occuper d'une épidémie de choléra survenue à Bruxelles en 1849. Il fait un rapport à l'Académie, jugé extrêmement important, à propos de l'ouvrage du Professeur Bruck intitulé: Le Choléra ou la peste noire, son origine et ses conditions de développement. Il fait aussi cinq communications sur la transmissibilité du choléra (1871-1872 et années suivantes). Bien entendu, ses travaux sur le choléra se situaient avant l'ère Pasteurienne et la connaissance du vibrion cholérique; dès lors, ses idées hippocratiques sur l'étiologie de cette maladie devaient cesser d'avoir cours mais ces descriptions cliniques et ses considérations sur la transmissibilité de la maladie et sa thérapeutique sont restées longtemps pertinentes. Il devait, au cours de sa vie académique, présenter vingt rapports pour la plupart consacrés aux maladies infectieuses.
En 1835, il fonde, avec son frère Adolphe Lequime en collaboration avec P.-J. van Esschen et Ed. De Losen, Bruxelles, A. Mertens, le « Bulletin et Annales de médecine belge et étrangère », qui succédait à « L’Abeille>>, revue médicale et scientifique, choix d’articles puisés dans les journaux de médecine, français et étrangers » fondée par son frère Adolphe l'année précédente.
En 1837, il devient avec le docteur Marinus co-directeur des publications sous le rapport scientifique de la toute nouvelle Société encyclographique des sciences médicales, société en commandite et par actions créée ce premier janvier sous la protection du roi Léopold premier.  Le capital étant fixé à 500 000 francs et est représenté par 2000 actions de 250 francs chacune.  Les membres du Conseil de direction sont Froimont, docteur en médecine à l'hospice  des enfants trouvés de Bruxelles, Pierre-Joseph Meeûs-Vandermalen, déjà fondateur et directeur de la Société encyclographique qui avait participé à l'Exposition des produits de l'Industrie nationale de Bruxelles en 1830 dans les dernières heures du royaume du roi Guillaume des Pays-Bas, et du docteur Bourson.
Professeur à l’Université de Bruxelles, chef de service des Hôpitaux et Hospices de Bruxelles dont il est pendant cinquante-cinq ans en sa qualité de médecin des pauvres, le médecin attitré, (c'est là qu'en mars 1866, il soigne Charles Baudelaire pour paralysie et aphasie). Il est en outre nommé le 28 mai 1842, membre de l’Académie royale de médecine dont il est l’un des membres fondateurs l’année précédente et l'un des principaux instigateurs dès 1836 en sa qualité de membre de la commission chargée, avec MM. Bigot, Guiette, Delosen et Parigot « du soin de rédiger un projet d’organisation d’Académie royale de médecine, et de le soumettre à la Commission permanente ». 
Il soigne aussi avec désintéressement les membres de la nonciature apostolique en Belgique (en).
Il meurt le 22 septembre 1886 à Bruxelles, en son domicile, 29 rue de la Science (quartier Léopold). 
Il est inhumé au cimetière de Laeken. 

### Famille

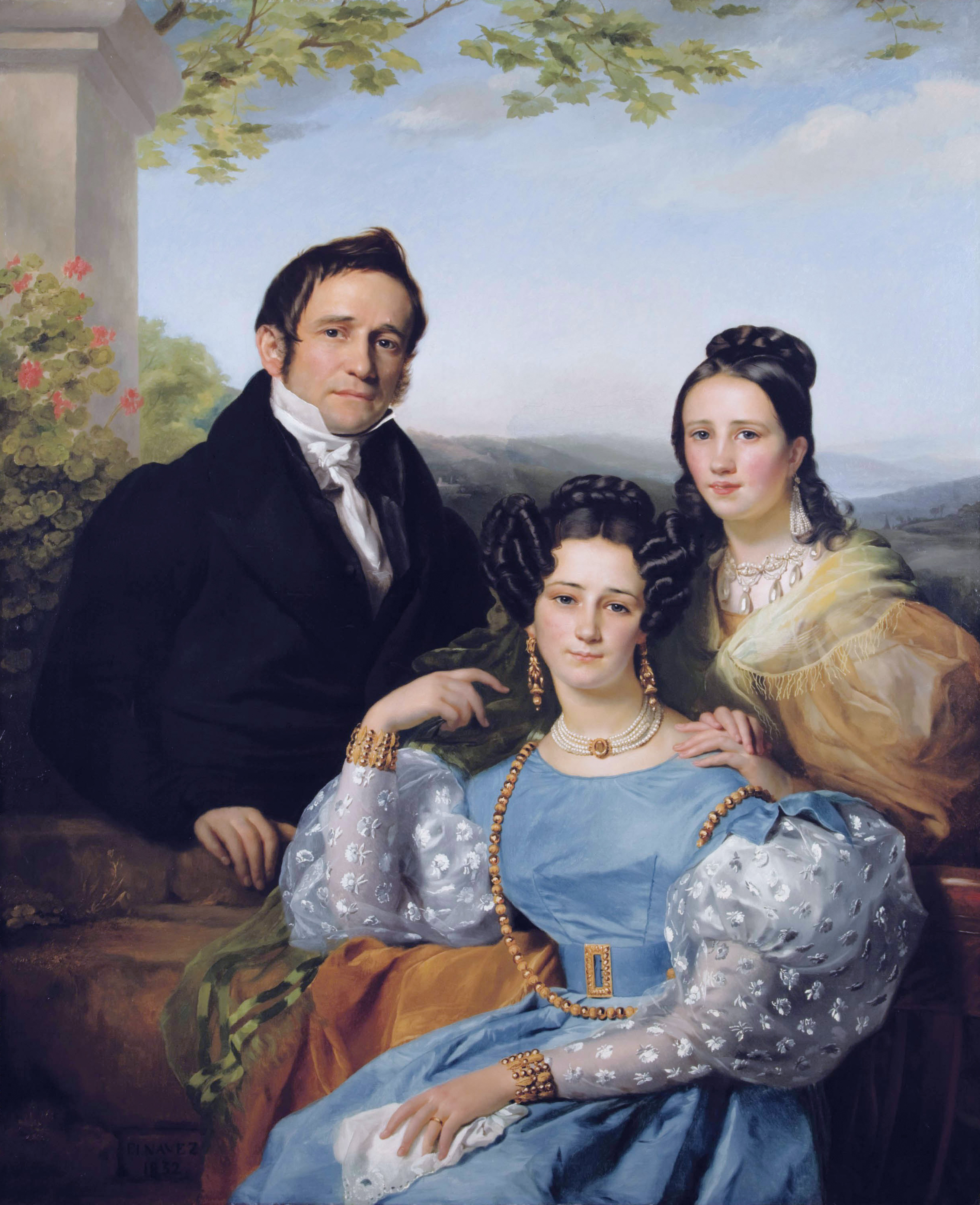
Juliette Jonet (au premier plan), épouse du docteur Joseph-Émile Lequime, en compagnie de son père le professeur Théodore Jonet et de sa jeune sœur, portrait par François-Joseph Navez, 1832.

Joseph-Émile Lequime épousa à Bruxelles le 5 juillet 1832 Juliette Jonet, fille aînée de Théodore Jonet  dont il eut cinq enfants :
- Jules (1833), médecin, collectionneur,
- Léon (1835), industriel, collectionneur d’art et mécène,
- Ernest (1837) avocat, époux d'Isabelle Tirou, (nièce du peintre Félix Terlinden (1836-1912) et cousine germaine de l'écrivain Théodore de Wyzewa),
- Marie-Emilie (1843)
- Alfred (1852), docteur en Droit.

## Hommages
Son portrait a été réalisé par Joseph Schubert (1844) et François-Joseph Navez dont Lequime était le médecin (1857).
Une avenue de Rhode-Saint-Genèse porte son nom.